# Polder Oudenhof
Polder Oudenhof is een polder en een voormalig waterschap in de Nederlandse provincie Zuid-Holland, in de gemeente Oegstgeest.
Het waterschap was verantwoordelijk voor de vervening, drooglegging en de waterhuishouding in de gelijknamige polder. Op 23 augustus 1647 werd de Binnen-Hofdijksche Polder bij het polderbestuur gevoegd. De polder werd in 1967 opgeheven, ontpolderd en bij de gemeente Oegstgeest gevoegd. 
De Oudenhofmolen die de polder vroeger bemaalde, staat tegenwoordig ingebouwd tussen flats.